# Musaf
El Musaf (en hebreu: מוסף) és una oració jueva recitada durant els dies festius establerts per la santa Torà, com: Péssah, Xavuot, Sukkot i Roix ha-Xanà. El Musaf va ser instituït com un substitut del sacrifici diari que s'oferia en el Temple de Jerusalem a l'Antiguitat. Aquesta oració es pot recitar a qualsevol moment del dia, encara que els jueus tenen el costum de recitar-la just després de l'oració de Shacharit. Aquest servei està format essencialment per l'oració de l'Amidà, en la qual es recorda el Temple, els sacrificis i els rituals d'antany, així com la impossibilitat de realitzar-los avui dia degut a l'absència del Temple. Musaf és un servei addicional que es recita en: Shabat, Yom Tov, Chol Hamoed i Roix Hodeix. El servei es combina tradicionalment amb l'oració de Shacharit a les sinagogues. Es considera un servei addicional afegit a les oracions regulars de Shacharit, Mincha i Maariv. Durant els dies del temple sagrat de Jerusalem, s'oferien ofrenes addicionals durant els dies festius. Musaf actualment es recita en lloc d'aquelles ofrenes. Musaf es refereix tant al servei complet, que inclou l'Amidà i les oracions jueves que normalment es reciten durant el servei de Shacharit, i la pròpia Amidà que es recita durant el Musaf. L'addició principal és la quarta recitació de l'Amidà especialment durant aquests dies. Està permès recitar l'oració de Musaf a qualsevol moment del dia. No obstant això, tradicionalment es recita immediatament després de l'oració Shacharit com un servei addicional. La benedicció sacerdotal (Birkat hacohanim) es recita durant la repetició de l'Amidà. Fora de la Terra d'Israel, el Musaf de les principals festes jueves és l'únic moment en què es pronuncia la benedicció sacerdotal.